# 袁善腊
袁善腊（1954年1月—），男性，湖北省黄冈市人，中华人民共和国政治人物。

## 生平
袁善腊早年为湖北省蒲圻县羊楼洞茶场知青、茶厂子弟学校教师、副校长，1976年调入武汉市农林局任职，此后仕途未曾离开武汉市。2000年起开始担任中共武汉市委委员，武汉市人民政府副市长，2005起被提升为市委常委。2011年因遭东星航空总裁兰世立实名举报而被广泛关注。2011年12月26日，中共湖北省纪委、监察厅新闻发言人在“重大责任事故调查处理情况新闻通报会”上，表示根据调查取证，“袁善腊同志不存在兰世立举报的违纪违法问题”。2012年，袁善腊在年初举办的武汉市人大会议中辞去了一切党政职务。尽管如此，袁善腊仍然因为涉嫌严重违法违纪，于2022年3月16日接受湖北省纪委监委立案审查及监察调查。2022年9月7日被开除中国共产党党籍，涉嫌犯罪问题移送检察机关调查。